# Aseitet
Aseitet (nylatin aséitas, tillvaro i, av och genom sig själv), självständighet, betecknar inom teologin den egenskapen hos Gud, att han inom sig själv har grunden till sin existens.